# Monstruo de Frankenstein (Marvel Comics)
El Monstruo de Frankenstein  es un personaje ficticio que aparece en los cómics estadounidenses publicados por Marvel Comics. El personaje está basado en el personaje de la novela Frankenstein de Mary Shelley. El personaje ha sido adaptado a menudo en los medios de los cómics. 

## Historia de publicación
La primera aparición del Monstruo de Frankenstein en el Universo de Marvel Comics entró en la historia de la historieta de terror de cinco páginas "Your Name Is Frankenstein", del escritor-editor Stan Lee y el artista Joe Maneely en Menace #7 (Sept. 1953), del precursor de Marvel de 1950, Atlas Comics. La década siguiente, una réplica robot del Monstruo de Frankenstein apareció como un antagonista en The X-Men #40 (Ene. 1968), del escritor Roy Thomas y el dibujante Don Heck, y fue destruido por el equipo titular de superhéroes mutantes. El monstruo real apareció por primera vez en la continuidad de Marvel Comics en un cameo en un recuerdo en "The Heir of Frankenstein" en The Silver Surfer #7 (Ago. 1969), del escritor-editor Lee y el dibujante John Buscema.
El personaje recibió una serie en curso, titulada Frankenstein en los indicios postales e inicialmente The Monster of Frankenstein (volúmenes #1-5) y después The Frankenstein Monster como el logotipo de portada, que corrió 18 números (ene. de 1973 - sept. de 1975). Esta serie comenzó con un recuento de cuatro números de la novela original, del escritor Gary Friedrich y el artista Mike Ploog. Varios volúmenes más continuaron su historia en 1890, hasta que fue colocado en animación suspendida y revivido en tiempos modernos.
Thomas, a estas alturas editor en jefe de Marvel Comics, recordó en 2009:

Había estado trabajando con [el artista] Dick Giordano adaptando Drácula de Bram Stoker [en la revista de cómics de terror en blanco y negro Vampire Tales, publicada por la compañía hermana de Marvel Curtis Magazines], así que quería comenzar con la [novela] de Shelley Frankenstein, luego traer [al Monstruo de Frankenstein] al presente. Pero ansioso como estaba de trabajar con Mike Ploog en Frankenstein, simplemente no tenía tiempo. Así que entregué el proyecto a Gary, que hizo un buen trabajo con él.

Friedrich en 2009 dijo que no recordaba "de quién fue la idea de hacer un libro Frankenstein", notando que "en esta época, Marvel fue girando los engranajes en las revistas de monstruos", que fueron introduciendo nuevos personajes como Hombre Lobo y Motorista Fantasma. Ploog basó su versión del monstruo en un dibujo de John Romita, Sr., el director de arte de Marvel, quien se encargó de hacer diferente al personaje a la conocida versión de la película de Universal Pictures.
Ploog dibujó los primeros seis volúmenes, autoentintado excepto por los volúmenes #4-5, que fueron embellecidos por jefe de producción de Marvel y entintador ocasional John Verpoorten. Los siguientes cuatro volúmenes fueron dibujados por John Buscema. Después de un último volumen escrito por Friedrich, dibujado por Bob Brown, el equipo creativo del escritor Doug Moench y el dibujante Val Mayerik trajo al monstruo del siglo XIX hasta nuestros días, comenzando con la edición # 12 (septiembre de 1974). El dúo continuó hasta la edición final, con Bill Mantlo en lugar de Moench escribiendo el final.
Ploog había partido, Thomas recordó, porque "Marvel estaba en una gran ola de crecimiento en ese momento, lo que produjo cambios frecuentes en las alineaciones artista/escritor en muchos, si no es la mayor parte del título. Mike estaba bastante ocupado entonces". Ploog recordó despreciar esta modificación prevista para traer al monstruo al Universo Marvel actual. "No pude ver a Frankenstein luchando con Spider-Man en la Calle 42". Su sucesor, Buscema, un veterano y uno de los principales artistas de Marvel. Friedrich dijo: "Trabajar con Buscema [en la serie] fue una experiencia maravillosa. John podía dibujar sobre cualquier tipo [de] libro que puedas imaginar. ... Nunca tuvimos un desacuerdo de nada, y su sentido de narración era magnífico". La serie terminó "porque las ventas no eran lo suficientemente buenas", Thomas recordó. "Al principio, el libro [había] vendido bien".
Al mismo tiempo que la serie de cómics de color, el personaje apareció en su apariencia de hoy en día en dos de las revistas de cómics de horror en blanco y negro de Curtis: Monsters Unleashed #2, 4-10 (sept. de 1973, feb. de 1975 - feb. de 1975), por el equipo de Friedrich/Buscema inicialmente, seguido por el equipo de Moench/Mayerik; y en Legion of Monsters #1 (sept. de 1975), por Moench y Mayerik.
Durante los años 1970, el Monstruo protagonizó el título de superhéroes Los Vengadores #131-132 (Ene.-Feb. 1975); Marvel Team-Up #36-37 (Ago.-Sept. 1975), en la última serie opuesto a Spider-Man; y Iron Man #101-102 (Ago.-Sept. 1977); y en el título sobrenatural Tomb of Dracula #49 (Oct. 1976). Además, el escritor John Warner y el artista Dino Castrillo adaptaron la novela de Shelley en Marvel Classics Comics #20 (1977), en una historia de 48 páginas fuera de la continuidad principal de Marvel. El personaje hizo solo dos apariciones de Marvel en los años 1980. Los primeros cuatro números de The Monster of Frankenstein fueron reimpresos en la miniserie Book of the Dead #1-4 (diciembre de 1993 - marzo de 1994). También esa década, nuevamente se enfrentó a Spider-Man en Spider-Man Unlimited #21 (agosto de 1998).
En el siglo 21, el Monstruo apareció prominentemente en la miniserie de cuatro números Bloodstone (diciembre de 2001 - marzo de 2002), y protagonizó una historia de 14 páginas, "To Be a Monster" por el escritor-artista Skottie Young en Legion of Monsters: Werewolf by Night #1 (abril de 2007).

## Biografía del personaje ficticio
El Monstruo de Frankenstein fue construido a partir de cadáveres humanos por un científico llamado Victor Frankenstein, en Ingolstadt, Baviera, a finales del siglo XVIII. Sus esfuerzos para adaptarse a la humanidad ordinaria fueron inútiles debido a su forma horrorosa, y él se enfureció. Victor Frankenstein creó y posteriormente mató a una compañera para el monstruo, que mató a la novia de Frankenstein, Elizabeth, en represalia. Después de matar a varias personas, el monstruo huyó al Ártico. Su creador lo persiguió, pero murió debido al frío. El monstruo, angustiado, intentó suicidarse, pero solo entró en un estado de animación suspendida por el frío.
En los 1890s, el calor revivió al monstruo y vagó de nuevo. Buscó al descendiente de Victor Frankenstein y finalmente terminó en Transilvania. El monstruo se enfrentó con Drácula, y sus cuerdas vocales resultaron heridas. Vincent Frankenstein finalmente lo encontró y trató de darle un nuevo cerebro, muriendo en el proceso ya que fue baleado por una sierva enojada antes de que el monstruo pudiera matarlo. Frustrado, el monstruo volvió a un estado de animación suspendida.
En algún punto, el monstruo fue sacado temporalmente del tiempo para servir en la Legión de los No-Vivos de Kang el Conquistador para luchar contra los Vengadores.
El monstruo finalmente emergió de la animación suspendida en un glaciar en el mundo moderno. Después de varias aventuras (durante una de las cuales su cerebro fue transferido con el de un científico que anhela una nueva vida, luego una rata, y luego restaurada, y otra en la que primero luchó y luego ayudó al Hombre Lobo (Jack Russell), fue ayudado por Veronica Frankenstein, un pariente lejano de su creador. Esta mujer fue amable y reparó sus cuerdas vocales. Más tarde, el Monstruo se reunió y se unió a la hermana de Verónica, la baronesa Victoria Frankenstein y sus cargos, los Niños de los Malditos, seres creados por los experimentos humanos fallidos de Basilio y Ludwig Frankenstein.
El Monstruo fue capturado, junto con Spider-Man y el Hombre-Lobo por el Barón Ludwig von Schtupf, también conocido como el Creador de Monstruos, para ser usado para crear un ejército de monstruos amalgamados con la fuerza sobrehumana del Monstruo, los poderes de rastreo de la pared de Spider-Man y la apariencia del hombre lobo. Von Schtupf fue derrotado por Spider-Man y el Monstruo, luego Spider-Man derrotó al Hombre-Lobo por su cuenta. Ambos fueron puestos bajo custodia de S.H.I.E.L.D., debido a la participación de la agente de S.H.I.E.L.D., Judith Klemmer en el caso.
Victoria descubrió al hombre que se convertiría en el Caballero Temible mientras estaba muriendo en el desierto. Mientras estaba a su cuidado, se ganó una gran variedad de armas y tomó posesión del caballo mutante volador empleado por el criminal original Caballero Negro. Él trató de forzar más recursos de Victoria y atacó el nuevo castillo de Frankenstein, pero fue derrotado por el Monstruo y Iron Man. El Caballero Temible, que quedó herido al final de la batalla, fue devuelto a la custodia de Victoria, aunque luego escapó con el Caballo Infernal y su armamento personal.
El Monstruo se encontró con Spider-Man por segunda vez.
El Monstruo más tarde se apartó de la compañía de Victoria.
Ulysses Bloodstone más tarde se hizo amigo del monstruo, que vino a quedarse de vez en cuando en su mansión, con el tiempo actuando como su cuidador. El monstruo, a veces con el nombre de Adam, acompañó a Bloodstone en misiones. Bloodstone confió que Adam le dé a su hija Elsa un fragmento de la Gema de la Sangre en la gargantilla Bloodstone cuando tenga la edad suficiente.
Al explorar la casa Bloodstone, una Elsa adulta descubre una cámara secreta en la que se encuentra con Adam, que le cuenta a Elsa sobre su padre. Adam le da Gargantilla Bloodstone, que se une a su cuello. Adam después diseña un traje para Elsa, modelado por el de su padre. Los dos tienen una serie de aventuras juntos, encontrando seres como Drácula y N'Kantu, la Momia Viviente. Elsa vive en la Mansión Bloodstone con su madre y su aliado Adam, el monstruo de Frankenstein, mientras persigue una ocupación de cazadora de monstruos.
En algún punto, un clon inteligente del monstruo, simplemente llamado Frankenstein, fue creado. El clon se convirtió en un miembro de la Unidad de Contención Paranormal de S.H.I.E.L.D., apodados los Comandos Aulladores.
Durante la historia de 2011 "Fear Itself", el Monstruo de Frankenstein, Howard el pato, el Halcón Nocturno, y Hulka se unieron como los Cuatro Temibles cuando el Hombre Cosa sale en un alboroto. Más tarde descubren un complot del Psycho-Man para usar la volátil empatía del Hombre Cosa para crear un arma.
El Club Fuego Infernal envió un ejército de monstruos de Frankenstein (creados por el descendiente contemporáneo de Victor Frankenstein, el Barón Maximilian von Katzenelnbogen) para atacar la Escuela Jean Grey de Aprendizaje Superior, pero fueron derrotados por la Patrulla X. Al enterarse de la existencia de un descendiente de Frankenstein, el monstruo viene a vengarse del Club Fuego Infernal.
El Monstruo de Frankenstein es luego reclutado por Phil Coulson para unirse a su encarnación de los Comandos Aulladores para combatir la peste sin sentido de Dormammu.

## Poderes y habilidades
El monstruo de Frankenstein es el resultado de un experimento biológico por el Barón Victor Frankenstein que injertó piezas de varios cadáveres que fueron animadas a través de un procedimiento no revelado que incluye electricidad. En el primer número de "The Monster of Frankenstein", se utilizó una serie de inyecciones en lugar del procedimiento del salto de arranque eléctrico tradicional para darle vida a la criatura. El monstruo tiene fuerza sobrehumana y resistencia, y puede colocarse en animación suspendida cuando se expone al frío intenso sin sufrir ningún daño físico.

## Clones del Monstruo de Frankenstein

### Primer Clon Nazi
El primer clon nazi del Monstruo de Frankenstein fue una creación de la simpatizante nazi Anna Frankenstein y su amante Von Rottz en el verano de 1944. Esperaban utilizar la obra de Victor Frankenstein para crear un ejército de monstruos para vender a los nazis. Cuando su Monstruo de Frankenstein estaba completo, Anna le escribió una carta al Capitán América y Bucky con el fin de atraerlos a ella. Fueron atacados por el Monstruo de Frankenstein dos veces con la segunda vez Bucky siendo arrebatado por el Monstruo de Frankenstein. Von Rottz ayudó al Capitán América a rescatar a Bucky de ser lanzado fuera del castillo por el Monstruo de Frankenstein. Antes de que Von Rottz pudiera traicionar al Capitán América, es estrangulado a muerte por el Monstruo de Frankenstein. Entonces, el Monstruo de Frankenstein agarró a Anna Frankenstein y huyó hacia el bosque. Tras liberar a Anna, el Capitán América atrajo al Monstruo de Frankenstein a las arenas movedizas donde se ahogó. Anna se sintió culpable por lo que hizo y se unió a la suerte de su creación al suicidarse en las arenas movedizas. Aunque el padre de Anna Frankenstein prendió fuego el laboratorio, otras personas han utilizado la técnica de Victor para crear otros monstruos.

### Segundo Clon nazi
Cuando Jackie Falsworth encuentre una gorra de nazi de gran tamaño dentro de una caja de recuerdos, el Capitán América le dice de la misión de cómo adquirieron el sombrero y a quién le perteneció originalmente. A principios de 1942, el Dr. Basi Frankenstein es un científico nazi que es el descendiente de Victor Frankenstein. Basil Frankenstein y su ayudante japonesa, la Dra. Kitagowa, se habían trasladado al castillo de Victor Frankenstein para continuar con su misión de crear un ejército de soldados nazis zombis. Sin embargo, la noticia de las actividades de Basil Frankenstein se filtraron a las Fuerzas Aliadas y la Antorcha Humana y Toro salieron a investigar. Cuando la Antorcha Humana y Toro no regresaron, el Capitán América, Bucky, y Namor salieron a buscarlos. Cuando los otros Invasores llegan, se encuentran con los aldeanos que viven cerca del castillo de Frankenstein a punto de asaltar el castillo. Los aldeanos explicaron a los Invasores de la llegada de la Antorcha Humana y Toro y la información sobre el monstruo que había arrancado de su pueblo. El Capitán América y Bucky fueron al castillo de Frankenstein para investigar mientras Namor mantuvo a los aldeanos furiosos a raya. El Capitán América y Bucky entraron en el castillo y fueron superados por el Monstruo de Frankenstein nazi. Hasta que el Capitán América y Bucky son llevados ante Basil Frankenstein, él reveló que no solo estaba haciendo un ejército de zombis nazis para Adolf Hitler, planea trasplantar su cerebro al cuerpo del Capitán América. Resultó que Basil Frankenstein había estado en un accidente de laboratorio que paralizó sus manos y piernas. Debido a que Basil Frankenstein está enamorado de la Dra. Kitagowa, Basil quería poner su cerebro en el cuerpo del Capitán América para que finalmente puedan tener un amor físico. Se demostró entonces que Basil Frankenstein había capturado a la Antorcha Humana y Toro para que Basil Frankenstein pueda desviar las energías de la Antorcha Humana para que pueda hacer grande y más fuerte a su Monstruo de Frankenstein. En el último momento, Namor llegó al castillo y liberó a los Invasores. Durante la batalla con el Monstruo de Frankenstein de Basil, la criatura fue golpeada contra una pared de material eléctrico. Esto fue suficiente para liberar al Monstruo de Frankenstein del control mental de Basil donde agarró a Basil y a la Dra. Kitagowa y los llevó a los parapetos del castillo. Proclamando que ya no era esclavo de Basil Frankenstein, el Monstruo de Frankenstein quería regresar a la muerte y saltó desde el castillo llevándose a Basil Frankenstein y a la Dra. Kitagowa con él.

### Clon de los Comandos Aulladores
Un clon inteligente del monstruo era un miembro de la Unidad de Contención Paranormal de la agencia internacional de aplicación de la ley S.H.I.E.L.D. en los números de la serie Nick Fury's Howling Commandos. A diferencia del monstruo de Frankenstein y sus otros clones, Frank tiene una maza para una mano derecha donde puede lanzarse en una cadena similar a un mayal. Hay un gran cañón donde se supone que el radio de su brazo izquierdo debe estar donde alberga diferentes armas de fuego, como cañones de ametralladoras y una pistola de mano desmontable. En el número 1 se mencionó brevemente cómo este proceso de clonación no produjo diferentes clones de las diferentes partes del cuerpo que componen el Monstruo original. La respuesta fue "No vayas allí".
Frank estaba entre los monstruos que se reunieron para preparar una defensa en el Área 13 cuando el ejército de Merlín estaba atacando. Frank se mantuvo firme mientras Warwolf y Gorilla-Man liberaron a todos los monstruos gigantes en su poder donde pisotearon el ejército de Merlín. Cuando Frank optó por atender a los heridos, los Comandos Aulladores decidieron perseguir a los miembros restantes del ejército de Merlín. Frank estaba presente cuando las fuerzas del Hombre Topo aparecieron para ayudar a combatir al ejército de Merlín.

## En otros medios

### Televisión
- En 1981, un telefilme animado basado libremente en The Monster of Frankenstein fue lanzado llamado Kyoufu Densetsu Kaiki! Frankenstein.[41] Este fue el segundo y último proyecto animado que Marvel hizo con Toei, siendo el primero Drácula: Soberano de los Malditos que fue basado libremente en La tumba de Drácula. Gran parte de la trama principal se condensó y muchos personajes y subtramas fueron truncados u omitidos. La película fue animada en Japón por Toei y escasamente publicado en 1984 en televisión por cable en Norteamérica por Harmony Gold doblada al inglés. La versión doblada nunca tuvo un título, pero fue anunciada como Monstruo de Frankenstein y Frankenstein, Leyenda de Terror.[42]

- El Monstruo de Frankenstein aparece en Ultimate Spider-Man, segunda temporada, episodios de halloween, "Blade" y "Los Comandos Aulladores",[43] con la voz de Kevin Michael Richardson. Esta versión cuenta con una mandarria para una mano izquierda y tiene una mano derecha retráctil. El Monstruo de Frankenstein es un miembro de los Comandos Aulladores de Nick Fury y proporciona la mayor parte de la potencia de fuego a pesar del equipo. En su introducción inicial, que crece muy unido a Spider-Man, después de una interacción lúdica.

- También aparece en la serie de Hulk and the Agents of S.M.A.S.H. de la segunda temporada (2015), en el episodio 9 (halloween) "Comandos Hulkeadores", nuevamente con la voz de Kevin Michael Richardson. Es miembro de los Comandos Aulladores de Nick Fury y se enfrentan a los Hulks para aprehenderlos, pero tuvieron que unir sus fuerzas al enfrentar a Dormammu que convierte a la humanidad en Seres sin Mente, pero él es único en salvarse junto a N´Kantu y el Hombre Cosa, y también junto a Hulk y A-Bomb. Durante la lucha contra Dormammu, el Monstruo de Frankenstein se comparó con Hulk, donde la gente les temía a ambos. Pero al enfrentarse a Dormmamu, lo convierte en un Ser sin Mente, hasta que Hulk lo libera. En el episodio 21, "Un Futuro Aplastante, Parte 3: Drácula", Hulk viaja en el tiempo y llega a Londres de 1980 en la Era victoriana y hace equipo con él, junto a N´Kantu la Momia Viviente y el Hombre Lobo a detener a Drácula y al Líder. En el episodio 26, "Planeta Monstruo, parte 2", se verá con su equipo al lado de los Agentes de S.M.A.S.H., los Vengadores y otros héroes al enfrentar a la Inteligencia Suprema.

## Ediciones de obras
Un número de apariciones de los personajes se han recogido en un libro en rústica comercial:
Essential Monster of Frankenstein (496 páginas, recoge Monster of Frankenstein #1-5, Frankenstein's Monster #6-18, Giant-Size Werewolf #2, Monsters Unleashed #2, 4-10 y Legion of Monsters #1, octubre de 2004, ISBN 0-7851-1634-6)